# オリンピックの開会宣言者一覧
オリンピックの開会宣言者一覧（オリンピックのかいかいせんげんしゃいちらん）は、近代オリンピックの開会式において開会宣言を行った人物の一覧である。
オリンピック憲章55条3項において、開催国の国家元首が開会宣言を行う旨が定められている。
開会式において、国際オリンピック委員会（IOC）会長は式辞の最後で、開会式に出席している元首に宣言を要請する。IOC会長の要請を受け、元首はオリンピックの開会を宣言する。
国家元首が出席できない場合は国家元首の代理（王配や副大統領・大統領代行、英連邦王国の総督）が、開会宣言を行ったことがある（一覧中の斜字の人物）。

## オリンピック開催宣言者一覧
| 年   | オリンピック                               | 開催都市                                | 宣言者                               | 役職                                                    |
| ---- | ------------------------------------------ | --------------------------------------- | ------------------------------------ | ------------------------------------------------------- |
| 1896 | アテネオリンピック                         | ギリシャ王国 アテネ                     | ゲオルギオス1世                      | ギリシャ国王                                            |
| 1900 | パリオリンピック                           | フランス パリ                           | 開会宣言なし                         | 開会宣言なし                                            |
| 1904 | セントルイスオリンピック                   | アメリカ セントルイス                   | デヴィッド・フランシス               | セントルイス万国博覧会会長                              |
| 1908 | ロンドンオリンピック                       | イギリス ロンドン                       | エドワード7世                        | イギリス国王                                            |
| 1912 | ストックホルムオリンピック                 | スウェーデン ストックホルム             | グスタフ5世                          | スウェーデン国王                                        |
| 1920 | アントワープオリンピック                   | ベルギー アントウェルペン               | アルベール1世                        | ベルギー国王                                            |
| 1924 | シャモニー・モンブランオリンピック         | フランス シャモニー＝モン＝ブラン       | ガストン・ヴィダル                   | フランス公共教育次官                                    |
| 1924 | パリオリンピック                           | フランス パリ                           | ガストン・ドゥメルグ                 | フランス大統領                                          |
| 1928 | サンモリッツオリンピック                   | スイス サンモリッツ                     | エドムント・シュルテス               | スイス連邦大統領                                        |
| 1928 | アムステルダムオリンピック                 | オランダ アムステルダム                 | メクレンブルク公ヘンドリック         | オランダ女王ウィルヘルミナ王配                          |
| 1932 | レークプラシッドオリンピック               | アメリカ レークプラシッド               | フランクリン・ルーズベルト           | ニューヨーク州知事                                      |
| 1932 | ロサンゼルスオリンピック                   | アメリカ ロサンゼルス                   | チャールズ・カーティス               | アメリカ合衆国副大統領                                  |
| 1936 | ガルミッシュ・パルテンキルヘンオリンピック | ドイツ ガルミッシュ＝パルテンキルヒェン | アドルフ・ヒトラー                   | ドイツ総統兼首相                                        |
| 1936 | ベルリンオリンピック                       | ドイツ ベルリン                         | アドルフ・ヒトラー                   | ドイツ総統兼首相                                        |
| 1948 | サンモリッツオリンピック                   | スイス サンモリッツ                     | エンリコ・チェリオ                   | スイス連邦大統領                                        |
| 1948 | ロンドンオリンピック                       | イギリス ロンドン                       | ジョージ6世                          | イギリス国王                                            |
| 1952 | オスロオリンピック                         | ノルウェー オスロ                       | ラグンヒル                           | ノルウェー王女                                          |
| 1952 | ヘルシンキオリンピック                     | フィンランド ヘルシンキ                 | ユホ・クスティ・パーシキヴィ         | フィンランド大統領                                      |
| 1956 | コルチナ・ダンペッツオオリンピック         | イタリア コルティーナ・ダンペッツォ     | ジョヴァンニ・グロンキ               | イタリア大統領                                          |
| 1956 | メルボルンオリンピック馬術競技             | スウェーデン ストックホルム             | グスタフ6世アドルフ                  | スウェーデン国王                                        |
| 1956 | メルボルンオリンピック                     | オーストラリア メルボルン               | エディンバラ公フィリップ             | オーストラリア女王エリザベス2世王配                     |
| 1960 | スコーバレーオリンピック                   | アメリカ スコーバレー                   | リチャード・ニクソン                 | アメリカ合衆国副大統領                                  |
| 1960 | ローマオリンピック                         | イタリア ローマ                         | ジョヴァンニ・グロンキ               | イタリア大統領                                          |
| 1964 | インスブルックオリンピック                 | オーストリア インスブルック             | アードルフ・シェルフ                 | オーストリア連邦大統領                                  |
| 1964 | 東京オリンピック                           | 日本 東京                               | 昭和天皇                             | 日本国天皇                                              |
| 1968 | グルノーブルオリンピック                   | フランス グルノーブル                   | シャルル・ド・ゴール                 | フランス大統領                                          |
| 1968 | メキシコシティーオリンピック               | メキシコ メキシコシティ                 | グスタボ・ディアス・オルダス         | メキシコ大統領                                          |
| 1972 | 札幌オリンピック                           | 日本 札幌                               | 昭和天皇                             | 日本国天皇                                              |
| 1972 | ミュンヘンオリンピック                     | 西ドイツ ミュンヘン                     | グスタフ・ハイネマン                 | ドイツ連邦大統領                                        |
| 1976 | インスブルックオリンピック                 | オーストリア インスブルック             | ルドルフ・キルヒシュレーガー         | オーストリア連邦大統領                                  |
| 1976 | モントリオールオリンピック                 | カナダ モントリオール                   | エリザベス2世                        | カナダ女王                                              |
| 1980 | レークプラシッドオリンピック               | アメリカ レークプラシッド               | ウォルター・モンデール               | アメリカ合衆国副大統領                                  |
| 1980 | モスクワオリンピック                       | ソビエト連邦 モスクワ                   | レオニード・ブレジネフ               | ソビエト連邦共産党書記長 ソビエト連邦最高会議幹部会議長 |
| 1984 | サラエボオリンピック                       | ユーゴスラビア サラエヴォ               | ミカ・シュピリャク                   | ユーゴスラビア大統領評議会議長                          |
| 1984 | ロサンゼルスオリンピック                   | アメリカ ロサンゼルス                   | ロナルド・レーガン                   | アメリカ合衆国大統領                                    |
| 1988 | カルガリーオリンピック                     | カナダ カルガリー                       | ジャンヌ・ソーヴェ                   | カナダ総督                                              |
| 1988 | ソウルオリンピック                         | 韓国 ソウル                             | 盧泰愚                               | 韓国大統領                                              |
| 1992 | アルベールビルオリンピック                 | フランス アルベールヴィル               | フランソワ・ミッテラン               | フランス大統領                                          |
| 1992 | バルセロナオリンピック                     | スペイン バルセロナ                     | フアン・カルロス1世                  | スペイン国王                                            |
| 1994 | リレハンメルオリンピック                   | ノルウェー リレハンメル                 | ハーラル5世                          | ノルウェー国王                                          |
| 1996 | アトランタオリンピック                     | アメリカ アトランタ                     | ビル・クリントン                     | アメリカ合衆国大統領                                    |
| 1998 | 長野オリンピック                           | 日本 長野                               | 明仁天皇（現・上皇）                 | 日本国天皇                                              |
| 2000 | シドニーオリンピック                       | オーストラリア シドニー                 | ウィリアム・パトリック・ディーン     | オーストラリア総督                                      |
| 2002 | ソルトレークシティオリンピック             | アメリカ ソルトレイクシティ             | ジョージ・W・ブッシュ                | アメリカ合衆国大統領                                    |
| 2004 | アテネオリンピック                         | ギリシャ アテネ                         | コンスタンディノス・ステファノプロス | ギリシャ大統領                                          |
| 2006 | トリノオリンピック                         | イタリア トリノ                         | カルロ・アツェリオ・チャンピ         | イタリア大統領                                          |
| 2008 | 北京オリンピック                           | 中国 北京                               | 胡錦濤                               | 中国共産党総書記 中華人民共和国主席                     |
| 2010 | バンクーバーオリンピック                   | カナダ バンクーバー                     | ミカエル・ジャン                     | カナダ総督                                              |
| 2012 | ロンドンオリンピック                       | イギリス ロンドン                       | エリザベス2世                        | イギリス女王                                            |
| 2014 | ソチオリンピック                           | ロシア ソチ                             | ウラジーミル・プーチン               | ロシア連邦大統領                                        |
| 2016 | リオデジャネイロオリンピック               | ブラジル リオデジャネイロ               | ミシェル・テメル                     | ブラジル副大統領                                        |
| 2018 | 平昌オリンピック                           | 韓国 平昌                               | 文在寅                               | 韓国大統領                                              |
| 2021 | 東京オリンピック                           | 日本 東京                               | 今上天皇                             | 日本国天皇                                              |
| 2022 | 北京オリンピック                           | 中国 北京                               | 習近平                               | 中国共産党総書記 中華人民共和国主席                     |
| 2024 | パリオリンピック                           | フランス パリ                           | エマニュエル・マクロン               | フランス大統領                                          |

## ユースオリンピック開催宣言者一覧
| 年   | ユースオリンピック                 | 開催都市                      | 宣言者                   | 役職                                |
| ---- | ---------------------------------- | ----------------------------- | ------------------------ | ----------------------------------- |
| 2010 | シンガポールユースオリンピック     | シンガポール                  | S・R・ナザン             | シンガポール大統領                  |
| 2012 | インスブルックユースオリンピック   | オーストリア インスブルック   | ハインツ・フィッシャー   | オーストリア連邦大統領              |
| 2014 | 南京ユースオリンピック             | 中国 南京                     | 習近平                   | 中国共産党総書記 中華人民共和国主席 |
| 2016 | リレハンメルユースオリンピック     | ノルウェー リレハンメル       | ハーラル5世              | ノルウェー国王                      |
| 2018 | ブエノスアイレスユースオリンピック | アルゼンチン ブエノスアイレス | マウリシオ・マクリ       | アルゼンチン大統領                  |
| 2020 | ローザンヌユースオリンピック       | スイス ローザンヌ             | シモネッタ・ソマルーガ   | スイス連邦大統領                    |
| 2024 | 江原道ユースオリンピック           | 韓国 江原道                   | 尹錫悅                   | 韓国大統領                          |
| 2026 | ダカールユースオリンピック         | セネガル ダカール             | バシル・ジョマイ・ファイ | セネガル大統領                      |